# 倉坂正人
倉坂 正人（くらさか まさと、1990年2月7日 - ）は、日本の男子ビーチバレー選手。
足のサイズは30cm。兄がいる。

## 来歴

### 学生時代
金沢市立北鳴中学校を卒業後、高校バレーの名門・石川県立工業高等学校に入学。在学中の2007年にバレーボール北信越大会で優勝し、全国高等学校選抜優勝大会（春高バレー）に出場するが、福岡大学附属大濠高等学校に敗れ一回戦負け。
石川県立工業高校卒業後、早稲田大学に入学しバレーボール部に入る。2010年の2部リーグ戦でスパイク賞を獲得。
早稲田大学卒業後に三菱オートリースに就職し、三菱の持つ実業団バレー部に入部する。

### 社会人時代
2015年に全国6人制リーグ男子の部で総合優勝し、MVPを獲得する。
この時の活躍がビーチバレーボール関係者の目に止まり、ビーチバレーへの転身のスカウトを受ける事になる。これが本人にとっての大きなターニングポイントとなり、ビーチバレーに転身する

### ビーチバレー時代
しかし、簡単には適応する事は出来なかった。なぜなら今までの室内のバレーボールとは違い、ビーチバレーでは砂浜でのプレーが求められるため、足元を取られ今まで以上のスタミナとそれに必要な筋肉が求められるからだ。従来6人でやっていたバレーボールとは違い2人で行う競技でもあるビーチバレーはチームワーク面、ディフェンス面、今まで以上のジャンプの回数様々な違いから倉坂は壁にぶつかる。しかし彼は難題をクリアし、2016年のJVBサテライト大会でタイトルを総なめする成果を上げる。
無事ビーチバレーでやっていけると思った矢先の2017年、前年の無理がたたり怪我に悩まされるシーズンとなる。2018年は怪我のリハビリや調整で思うような試合が出来ずに終えるが、2019年シーズンはFIVB WORLD TOUR2019ルワンダ大会で優勝を果たす。2020年にもJBV 千葉市長杯で優勝を果たす大躍進を見せる。2021年は前年から順延した2020年東京オリンピックの日本代表の切符を賭けたトーナメントで初戦に敗退するものの、敗者復活戦で並み居る強豪を退け決勝戦に進んだが、白鳥・石島ペアに敗北する。

## プレースタイル・人物
- 最高到達点340cmの高さを生かした強烈なスパイクと、まるで城壁の様なブロック。
- 性格はとても明るく常にバレーボールを楽しむ気持ちを忘れない。
- ケツメイシのファン。
- カラオケではCHEMISTRYのPIECES OF A DREAMとsumikaのLoversが得意。
- 趣味は早起きし近くの川で野鳥を眺める事。
- 悩みは色んなところに砂が入ってること。「ビーチバレー選手あるある」らしい。
- 短所は携帯機器の充電を忘れて肝心な時に使えない所。
- 長所は人の話をよく聞く所。

## 球歴
- 石川県立工業高校
- 早稲田大学
- 三菱UFJ
- ビーチバレー

## 受賞歴
- 2010年 - 大学2部リーグ スパイク賞
- 2015年 - 全国6人制バレーボールリーグ MVP